# Brennisteinn
«Brennisteinn» ("Azufre", en islandés) es una canción escrita y grabada por la banda islandesa Sigur Rós para su séptimo álbum Kveikur. Es la primera pista y también fue el primer sencillo del álbum, que fue lanzado el 25 de marzo de 2013, tres días después de la inauguración oficial del disco. Brennisteinn fue usada como soundtrack para el tráiler de la temporada 5 de la serie de televisión The Walking Dead.

## Listado de canciones
Todas las pistas fueron escritas por Jón Þór Birgisson, Orri Páll Dýrason, y Georg Hólm. 
1. «Brennisteinn» (7:56)
2. «Hryggjarsúla» (5:04)
3. «Ofbirta» (4:12)

- Datos: Q16953573